# Karsten Polky
Karsten Polky (* 14. November 1964 in Bad Schmiedeberg) ist ein ehemaliger deutscher Ringer. Er war mehrfacher Medaillengewinner bei Welt- und Europameisterschaften im freien Stil im Federgewicht.

## Werdegang
Karsten Polky begann 1971 in Bitterfeld mit dem Ringen. Sein erster Trainer war dort Klaus Lattke. Im Jahre 1978 wurde er, da er als großes Talent galt, zur SG Dynamo Luckenwalde delegiert und dort von den Trainern Ingo Lemke und Fred Hempel zu einem hervorragenden Ringer im freien Stil ausgebildet. Seinen ersten großen Erfolg feierte Karsten Polky bei der Junioren-Europameisterschaft in Slaghaven/Dänemark. Er belegte dort im Federgewicht hinter dem Bulgaren Rumen Pawlow und vor Ahmet Ak aus der Türkei den 2. Platz.
So richtig los ging seine internationale Karriere aber erst im Jahre 1987, als er erstmals DDR-Meister im Federgewicht geworden war. Er wurde daraufhin bei der Europameisterschaft im bulgarischen Veliko Tarnovo eingesetzt und erkämpfte sich dort auf Anhieb einen hervorragenden 2. Platz. Bei der Weltmeisterschaft des gleichen Jahres in Clermont-Ferrand erzielte er in der 1. Runde einen Schultersieg über den bundesdeutschen Vertreter Ralf Lyding aus Witten, landete aber im Endergebnis auf dem 7. Rang.
1988 wiederholte er bei der Europameisterschaft in Manchester den Erfolg von 1987, denn er wurde erneut Vize-Europameister und ließ dabei so starke Ringer wie Simeon Schterew aus Bulgarien, Giovanni Schillaci aus Italien und Jörg Helmdach aus der BRD hinter sich. Karsten Polky wurde dann auch zu den Olympischen Spielen nach Seoul entsandt. Er kam dort aber nicht unter die besten acht Ringer, nachdem er in der fünften Runde nach drei Siegen und zwei Niederlagen ausschied.
Bei der Europameisterschaft 1989 in Ankara gewann Karsten Polky erneut den Vize-Europameistertitel. Es war der Bulgare Alben Kumbarow, der ihm den Sprung auf das höchste Treppchen verbaute. Eine kleine Episode am Rande dieser Meisterschaft. Der türkische Veranstalter zog bei der Siegerehrung für Karsten Polky irrtümlich die bundesdeutsche Flagge hoch. Nach einer Entschuldigung der Türken bei der DDR-Mannschaft war das Malheur aber ausgestanden. Ob wohl die Türken im April 1989 schon etwas von der baldigen deutschen Wiedervereinigung ahnten?
Bei der Weltmeisterschaft 1989 in Martigny/Schweiz erkämpfte sich Karsten Polky im Federgewicht mit dem 3. Platz seine erste WM-Medaille. In der 2. Runde siegte er dabei über Jörg Helmdach aus Witten knapp mit 2:1 Punkten und im Kampf um die Bronzemedaille besiegte er den Koreaner Seung Ou-Kum mit 5:4 Punkten.
Auch 1990 belegte Karsten Polky bei der Europameisterschaft in Poznań den 2. Platz, zum vierten Male nacheinander. Dieses Mal war es ausgerechnet Ralf Lyding aus Witten, der ihn im Finale mit 4:2 Punkten besiegte und vor ihm Europameister wurde. Sehr gut kämpfte Karsten Polky auch noch bei der Weltmeisterschaft 1990 in Tokio, bei der die DDR letztmals als eigenständige Mannschaft an den Start ging. Er erzielte drei Siege und revanchierte sich dabei auch an Europameister Ralf Lyding, den der nach Punkten schlug, erreichte aber trotzdem nur den 9. Platz.
Im Jahre 1991 kam Karsten Polky zu keinen Einsätzen bei den internationalen Meisterschaften. 1992 war er wieder dabei. Bei der Europameisterschaft in Kaposvár in Ungarn hatte er aber Pech mit der Auslosung, denn er traf in seinen ersten beiden Kämpfen auf den Bulgaren Rossen Wassilew und auf den Zyprer Aroutioun Barsengian und verlor beide Kämpfe knapp mit 0:1 Punkten, was für ihn letztlich den 16. Platz bedeutete.
1992 nahm dann Karsten Polky in Barcelona zum zweiten Mal an Olympischen Spielen teil Er gewann seine beiden ersten Kämpfe, unterlag aber dann dem vielleicht besten Freistilringer des gesamten Turniers, dem US-Amerikaner John Smith und dem starken Südkoreaner Shin-Sang und kam auf den 9. Platz.
Nach der deutschen Wiedervereinigung war Karsten Polky einer der wenigen Spitzenringer aus der DDR, der nicht zu einem Bundesligaverein in den alten Bundesländern ging. Er blieb in Luckenwalde und startete für den 1. Luckenwalder Sportclub, der aus der SG Dynamo Luckenwalde hervorgegangen war, noch bis 1994 in der 1. Bundesliga.

## Internationale Erfolge
(OS = Olympische Spiele, WM = Weltmeisterschaft, EM = Europameisterschaft, F = freier Stil, Fe = Federgewicht, Le = Leichtgewicht, damals bis 62 kg bzw. 68 kg Körpergewicht)
- 1984, 2. Platz, Junioren-EM (Espoirs) in Slaghaven/Dänemark, F, Fe, hinter Rumen Pawlow, Bulgarien u. vor Ahmet Ak, Türkei, Kiss, Ungarn, Efendiew, UdSSR u. Ralf Lyding, BRD;
- 1985, 3. Platz, Großer Preis der Bundesrepublik Deutschland in Aschaffenburg, F, Fe, hinter Stepan Sargsjan, UdSSR u. Mehmet Cakici, Türkei u. vor Marian Skubacz, Polen, Karmadschiew, Bulgarien u. Ludwig Küng, Schweiz;
- 1987, 2. Platz, EM in Veliko Tarnovo/Bulgarien, F, Fe, hinter Khazar Isajew, UdSSR u. vor Marian Skubacz, József Orbán, Ungarn, Antonio La Bruna, Italien u. Maricel Popa, Rumänien;
- 1987, 7. Platz, WM in Clermont-Ferrand, F, Fe, hinter John Smith, USA, Khazar Isajew, Kazuhito Sakae, Japan, Lee Jung-Kun, Südkorea, Jozef Schwendtner, CSSR u. Panagiotis Kalaitzidis, Griechenland;
- 1988, 2. Platz, EM in Manchester, F, Fe, hinter Stepan Sargsjan u. vor Simeon Schterew, Bulgarien, Giovanni Schillaci, Italien, Jörg Helmdach, BRD u. Ali M. Katar, Türkei;
- 1988, 9. Platz, OS in Seoul, F, Fe, Sieger: John Smith vor Stepan Sargsjan u. Simeon Schterew, Karsten Polky platzierte sich nicht unter den ersten acht Ringern;
- 1989, 2. Platz, EM in Ankara, F, Fe, hinter Alben Kumbarow, Bulgarien u. vor Giovanni Schillaci, K. Mardschew, UdSSR, Selman Kaygusuz, Türkei u. Mika Lehto, Finnland;
- 1989, 3. Platz, WM in Martigny/Schweiz, F, Fe, hinter John Smith u. Gary Bohaty, Kanada u. vor Seung Ou-Kum, Südkorea, Kazuhito Sakae u. Stepan Sargsjan;
- 1990, 2. Platz, Großer Preis der BRD in Saarbrücken, F, Fe, gemeinsam mit Ralf Lyding, vor Jürgen Scheibe, BRD, Sin Sang-Kyu, Südkorea u. Jan Krzesiak, Polen;
- 1990, 2. Platz, EM in Poznań, F, Fe, hinter Ralf Lyding u. vor Rossen Wassilew, Bulgarien, Metin Kaplan, Türkei, Smiel Magamedow, UdSSR u. Prefit Dumitru, Rumänien;
- 1990, 9. Platz, WM in Tokio, F, Fe, Sieger: John Smith vor Rossen Wassilew u. Gadji Rachidow, UdSSR;
- 1992, 2. Platz, Großer Preis der CSSR in Bratislava, F, Fe, hinter Peter Okos, CSSR u. vor Marty Calder, Kanada;
- 1992, 3. Platz, Großer Preis von Deutschland in Leipzig, F, Fe, hinter Olchozak Muchtarow, Russland u. Niazbek Antujew, Russland u. vor Torsten Gut u. Andreas Verniest, bde. Deutschland u. Alben Kumbarow, Bulgarien;
- 1992, 16. Platz, EM in Kaposvár/Ungarn, F, Fe, Sieger: Giovanni Schillaci vor Rossen Wassilew u. Ismail Faikoğlu, Türkei;
- 1992, 9. Platz, OS in Barcelona, F, Fe, Sieger: John Smith vor Askari Mohammadian, Iran u. Lázaro Reinoso, Kuba;
- 1993, 2. Platz, Großer Preis von Deutschland in Leipzig, F, Fe, hinter Markus Keller, Deutschland u. vor Šaban Trstena, Deutschland (fr. Jugoslawien)

## DDR-Meisterschaften
- 1987, 1. Platz, F, Fe, vor Leps, SG Dynamo Luckenwalde u. Lutz Remus, SC Leipzig,
- 1988, 1. Platz, F, Le, vor Michael Kothe, ASK Vorwärts Frankfurt u. Bernd Jablonski, Dynamo Luckenwalde

## Deutsche Meisterschaften
- 1991, 1. Platz, F, Fe, vor Ralf Lyding u. Jörg Helmdach, bde. Witten,
- 1992, 1. Platz, Fe, Fe, vor Ralf Lyding u. Jörg Helmdach